# Joseph Dejean
Joseph Dejean (* 4. August 1947 in Montreal; † 9. Juni 1976 in oder bei Saintes) war ein französischer Jazzgitarrist. Er ist ein früh verstorbener Pionier des Free Jazz in Frankreich. Außerdem begleitete er Chanson-Sänger. 
Dejean veröffentlichte in den 1970er Jahren mehrere Platten. Mit Archie Shepp und dem „Full Moon Ensemble“ trat er auf dem Montreux Jazz Festival 1970 und 1971 auf dem Festival von Antibes („Live in Antibes“ Vol.1 und 2 bei BYG, 2004 bei Sunspot neu herausgekommen) auf. Mit dem „Cohelmec Ensemble“ (Jean Cohen Saxophon, Evan Chandler Klarinette und Flöte, Jean-François Canape Flügelhorn, Jean-Louis Méchali Schlagzeug und Vibraphon, François Méchali Bass) veröffentlichte er 1971 „Hippotigris Zebra Zebra“, 1972 „Next“ und 1974  „5. Octobre 1974“. 1981 wurde posthum sein Album „Chansons sans Paroles“ veröffentlicht (Village 1981). Dort wird er begleitet von Didier Levallet Bass, Bernard Lubat (Perkussion, Klavier, Akkordeon), dem Saxophonisten Jean-Marc Padovani, Evan Chandler (Flöte), Jean-François Canape (Flügelhorn), Olivier Chabrol (Synthesizer, Gitarre), Alain Joule (Schlagzeug, Perkussion), Michel Benita (Bass), den Gitarristen Pierre Peyras und Gérard Pansanel sowie Jean-Pierre Mas.
Dejean war an Esoterik interessiert. Er weigerte sich auf Tourneen selbst zu fahren, da er meinte, bei einem Autounfall zu sterben. Tatsächlich starb er 1976 bei einem Verkehrsunfall.
1975 erhielt er den Prix Django Reinhardt.
Der Multiinstrumentalist, Bandleader und Komponist Saheb Sarbib widmete ihm 1976 das Album „A blessing for Joseph Dejean“.